# Мончегорськ (аеродром)
Мончегорськ — військовий аеродром, розташований на Кольському півострові, віддалений на три кілометри на північний схід від міста Мончегорськ і за двадцять кілометрів від авіабази Оленья. У радянський період мав умовне найменування «Сургуч». На аеродромі базується 98-й окремий змішаний авіаційний полк.

## Історія
Під час німецько-радянської війни на аеродромі базувався 17-й гвардійський штурмовий авіаційний полк на літаках Іл-2..
З 1955 по 1958 рік на аеродромі базувався 95-й бомбардувальний авіаційний полк 184-ї бомбардувальної авіадивізії 22-ї повітряної армії на Іл-28.
20 травня 1966 року на аеродромі Мончегорськ було сформовано 67-у окрему авіаційну ескадрилью на базі 2 літаків дальнього радіолокаційного виявлення Ту-126 з радіолокаційним комплексом «Ліана». Формування було виконано на підставі директиви генштабу ЗС СРСР. Того ж року, 10 листопада частина була перебазована в місто Шяуляй.
На аеродромі дислокувалися літаки МіГ-31 174-го Гвардійського Червонопрапорного Печенгського винищувального авіаполку імені двічі Героя Радянського Союзу Бориса Сафонова.
1 вересня 2001 року 174-й авіаполк був розформований (прапор полку і його почесні найменування не були передані іншій стройовій авіаційній частині). Літак МіГ-31 імені Б. Ф. Сафонова після розформування полку передано, нині розформованому, 458-му Гвардійському Полоцькому винищувальному авіаполку, дислокованому на аеродромі «Саватія» поблизу Котласа Архангельської області.
У 2013 на аеродромі було завершено реконструкцію злітно-посадкової смуги.

### 98-й окремий змішаний авіаційний полк
4-й окремий авіаполк був створений в квітні 1942. Через рік полк перейменували у 98-й гвардійський авіаполк. Тоді на його озброєнні в основному були літаки Пе-2 і Пе-3.
1 грудня 2009 року «98-й окремий гвардійський Червонопрапорний Вісленський ордена Кутузова змішаний авіаційний полк» (в/ч 81636) переформовано у 6964-а авіаційну базу, а через рік у 7000-у авіагрупу.
3 грудня 2013 року авіагрупу переформовано зворотно в 98-й окремий змішаний авіаційний полк 45-ї армії ВПС і ППО.
На озброєнні полку перебувають літаки Су-24М, Су-24МР, МіГ-31БМ, а також гелікоптери Мі-8.